# Klagt, Kinder, klagt es aller Welt
Klagt, Kinder, klagt es aller Welt (BWV 244a), die sogenannte Köthener Trauermusik, ist eine verschollene Trauerkantate von Johann Sebastian Bach. Die Kantate wurde komponiert auf den Gedächtnisgottesdienst für Fürst Leopold von Anhalt-Köthen, abgehalten am 24. März 1729 in der Köthener St.-Jakobs-Kirche. Der bereits am 19. November 1728 verstorbene Fürst war abends zuvor in der Gruft der Kirche beigesetzt worden.
Das Libretto stammt von Christian Friedrich Henrici, genannt Picander. Drei voneinander leicht abweichende Textfassungen sind erhalten.
1. Eine unvollständige Textabschrift aus den Akten zur Bestattung von Fürst Leopold[1]
2. Der erste Abdruck als Textheft[2]
3. Ein verkürzter Wiederabdruck in Picanders Ernst-Schertzhaffte und Satyrische Gedichte[3]
4. Ein weiterer, mit der ersten Veröffentlichung Picanders von 1732 nur in Schreibweise und Typographie leicht divergierender Wiederabdruck in Picanders bis anhero herausgegebene Ernst-Scherzhafte und Satyrische Gedichte, auf das neue übersehen und in einer bessern Wahl und Ordnung an das Licht gestellet[4]

Bedeutung erlangte dieses gleichermaßen geistliche und weltliche Gelegenheitswerk vor allem aufgrund seiner Parodiebeziehung zur Matthäuspassion (BWV 244) und zur Trauer-Ode Laß, Fürstin, laß noch einen Strahl (BWV 198).

## Aufbau des Werkes
Die Trauermusik ist eine groß angelegte Kantate in 24 Sätzen (Chöre, Arien und Rezitative). Sie ist in vier sogenannte Abteilungen unterteilt. Die erste Abteilung handelt von der Landestrauer, die zweite vom Scheiden des Fürsten und der Erlösung seiner Seele. Die nach der Predigt erklingende dritte Abteilung thematisiert das Gedenken an den Verstorbenen bei den Hinterbliebenen, den letzten Abschied und die ewige Ruhe.

## Rekonstruktionen
Bereits Wilhelm Rust erkannte, dass die Köthener Trauermusik in einer Beziehung zur Matthäus-Passion und zur Trauer-Ode Laß, Fürstin, laß noch einen Strahl für Kurfürstin Christiane Eberhardine steht.
Eine partielle Rekonstruktion verfasste u. a. der Musikwissenschaftler Hans Grüß (2000). Bei dieser Konzertfassung ist vorgesehen, die Rezitativtexte durch einen Sprecher vortragen zu lassen.
Eine erste Gesamtrekonstruktion legte der Cembalist Alexander Ferdinand Grychtolik im Jahre 2010 vor. Hierbei werden die Rezitative der Trauermusik (bis auf wenige Ausnahmen) durch Umarbeitungen von Accompagnato-Rezitativen aus der Matthäus-Passion rekonstruierend zurückgewonnen. Diese Arbeit beruft sich auf eine These des Bachforschers Detlef Gojowy, der über die als gesichert geltenden Zusammenhänge eines Parodieverhältnisses hinaus annahm, dass auch zwischen den Accompagnato-Rezitativen der Matthäus-Passion und der Trauermusik eine Parodiebeziehung bestehe. Mit seinem Ensemble Deutsche Hofmusik veröffentlichte Alexander Grychtolik eine Einspielung seiner Rekonstruktionsfassung der Trauermusik im Jahr 2015 bei Deutsche Harmonia Mundi (Sony).
Im Auftrag des französischen Alte-Musik-Spezialisten Raphaël Pichon erstellte der Musikwissenschaftler Morgan Jourdain eine Fassung; Pichon, sein Ensemble Pygmalion und ein Sängerquartett spielten sie ein. Die CD erschien im Herbst 2014 bei Harmonia Mundi. Eine andere Einspielung des Musikwissenschaftlers Andrew Parrott war schon 2011 erschienen.